# Greubel Forsey
Greubel Forsey è una manifattura svizzera che produce orologi d'alta gamma, fondata nel 2004 a La Chaux-de-Fonds da Robert Greubel e Stephen Forsey e specializzata nella realizzazione di orologi con tourbillon singolo e multiplo: nel 2011 un suo prodotto, il Double Tourbillon Technique, ha vinto la Competizione internazionale di cronometria.

## Storia
Prima della fondazione della ditta, i due soci costituirono l'azienda CompliTime SA, specializzata nella realizzazione di meccanismi d'orologeria da vendersi ad altre ditte. Il lancio è avvenuto in occasione del BaselWorld del 2004 cólla presentazione del Double Tourbillon 30° (vincitore nel 2009 per la variante Technique del Grand Prix in qualità di miglior orologio complicato): entrambi i fondatori avevano già lavorato nell'ambito dell'orologeria anche per la ditta Renaud & Papi. Nel 2005 viene messo sul mercato il rivoluzionario Quadruple Tourbillon e in quell'anno viene costituito per lo studio di nuove strategie tecniche l'Experimental Watch Technology. Nel 2006, anno in cui in collaborazione con Harry Winston è stato realizzato l'Opus 6 e viene presentato il Tourbillon 24 Seconde, il 20% del capitale azionario è stato acquisito dal gruppo Richemont.
Nel 2007 viene presentato l'Invention Piece 1, il Tourbillon 24 Secondes vince definito l'orologio dell'anno e, per la celebrazione del quarto anniversario della fondazione, viene realizzato un meccanismo che per la prima volta combina il bilanciere col bariletto di carica. Nel 2008 viene presentata la seconda versione dell'asimmetrico Quadruple Tourbillon (nell'anno successivo definita nell'ambito dell'Asia Watchmaking Grand Prix il miglior orologio complicato), assieme a Philippe Dufour, Voutilainen e Vianney Halter viene fondata la Fondazione Time æon e viene inventato il movimento denominato Différentiel d'Egalité. Nel 2009 i fondatori ricevono dal Musée International de l'Horlogerie di La Chaux-de-Fonds il Prix Gaïa e spostano la sede della propria ditta. Nel 2010 il Double Tourbillon 30º Édition Historique vince presso il Grand Prix de l'Aiguille d'Or il riconoscimento di miglior orologio complicato di sempre; l'anno successivo, quando viene inaugurato nel Bund 18 di Shanghai la Greubel Forsey's Time Art GalleryGF, la variante Technique è riconosciuta come vincitrice della competizione annuale di cronometria nella categoria degli orologi muniti di tourbillon e viene lanciato il primo GMT.
Nel 2012 viene lanciata l'iniziativa Le Garde Temps, Naissance d'une Montre al SIHH (acronimo per Salon International de la Haute Horlogerie) di Ginevra, finalizzata a salvaguardare le tecniche dell'orologeria tradizionale, e i due soci fondatori diventano docenti presso la scuola d'orologeria di Parigi. Sempre in quell'anno viene lanciato l'orologio denominato Art Piece 1 in collaborazione con Willard Wigan che vi inserisce una propria micro-scultura e l'Invention Piece 2 vince il premio di miglior orologio complicato al Grand Prix d'Horlogerie de Genève. Sempre in quell'anno viene lanciato il Tourbillon 24 Secondes Contemporain. In quell'anno il personale assunto dalla manifattura era di 75 dipendenti; la produzione annua fu di 100 segnatempo e ai due fondatori si affiancò come CEO Emmanuel Vuille.